# Pereira-Fera
Pereira-Fera es una aldea española situada en la parroquia de Cervás, del municipio de Ares, en la provincia de La Coruña, Galicia.

## Demografía
| Gráfica de evolución demográfica de Pereira-Fera entre 2000 y 2018 |
|                                                                    |
| Datos según el nomenclátor publicado por el INE.                   |